# إثينيلإستراديول/إتونوجستريل
إثينيلإستراديول/إتونوجستريل ، الذي يباع تحت الأسماء التجارية نوفارينغ من بين أسماء أخرى ، هو حلقة مهبلية هرمونية تستخدم لتحديد النسل ولتحسين أعراض الدورة الشهرية . يحتوي على إثينيلإستراديول ، هرمون الاستروجين ، و إتونوجستريل ، بروجستين . يتم استخدامه عن طريق الإدخال في المهبل . يحدث الحمل في حوالي 0.3٪ من النساء ذوات الاستخدام المثالي و 9٪ من النساء ذوات الاستخدام المعتاد.
تشمل الآثار الجانبية الشائعة النزيف المهبلي غير المنتظم ، والغثيان ، والتهاب الثدي ، والتهاب المهبل ، وتغيرات الحالة المزاجية ، والصداع. قد تشمل الآثار الجانبية النادرة والخطيرة جلطات الدم ومتلازمة الصدمة السامة وصدمة الحساسية وحصى المرارة ومشاكل الكبد . لا ينصح بالاستخدام لمن هم على حد سواء يدخنون والذين تزيد أعمارهم عن 35 عامًا. بينما لا يوصى باستخدامه أثناء الحمل ، لم يثبت أن هذا الاستخدام ضار بالطفل. لا ينصح باستخدامه أثناء الرضاعة الطبيعية لأنه قد يقلل من إدرار الحليب. وهو يعمل بشكل رئيسي عن طريق تقليل الجونادوتروبين وبالتالي وقف الإباضة .
تمت الموافقة على التركيبة المولفة للاستخدام الطبي في الولايات المتحدة في عام 2001. وهي متوفرة كدواء عام في المملكة المتحدة. يكلف العرض الشهري هيئة الخدمات الصحية الوطنية في المملكة المتحدة 29.70 جنيهًا إسترلينيًا اعتبارًا من عام 2020. في الولايات المتحدة ، تبلغ تكلفة البيع بالجملة لهذا المبلغ حوالي 468.78 دولارًا أمريكيًا. في عام 2017 ، كان الدواء رقم 177 الأكثر شيوعًا في الولايات المتحدة ، مع أكثر من ثلاثة ملايين وصفة طبية. تم رفع دعاوى قضائية في الولايات المتحدة ضد شركة ميرك تزعم أنها تخفي المخاطر الصحية المرتبطة بالمنتج. تمت تسويتها بمبلغ 100 مليون دولار في عام 2014.